# 布里奇波特 (阿拉巴马州)
布里奇波特（英文：Bridgeport），是美国阿拉巴马州下属的一座城市。面积约为4.41平方英里（约合11.43平方公里）。根据2010年美国人口普查，该市有人口2,418人，人口密度为548.05/平方英里（约合211.55/平方公里）。